# Hochreutinera hassleriana
Hochreutinera hassleriana là một loài thực vật có hoa trong họ Cẩm quỳ. Loài này được (Hochr.) Krapov. mô tả khoa học đầu tiên năm 1970.